# Great Wakering Rovers Football Club
Great Wakering Rovers Football Club es un club de fútbol ubicado en Great Wakering, cerca de Southend-on-Sea en Essex, Inglaterra. El club es miembro de la División Norte de la Isthmian League y juega en Burroughs Park.

## Historia
El club fue formado en 1919 por soldados desmovilizados después de la Primera Guerra Mundial y que encontraron empleo en las fábricas de ladrillos locales. Se unieron a la Southend & District League, dominándola durante las décadas de 1960 y 1970. En 1982 se cambiaron a la recién formada Southend & District Alliance Football League, pero esta liga cerró en 1989. En este punto, el club decidió dar el paso al nivel intermedio y fueron miembros fundadores de la nueva División Tres de la Essex Intermediate League.
En 1990-1991, Great Wakering fue campeón de la Tercera División y obtuvo el ascenso a la Segunda División. Después de ganar la Segunda División la temporada siguiente, el club solicitó con éxito unirse a la Essex Senior League. Ganaron la liga en 1994-1995 y terminaron subcampeones tres veces en las siguientes dos temporadas. Volvieron a ser subcampeones en 1998-1999 , pero como los campeones Saffron Walden Town no cumplieron con los requisitos de clasificación del terreno para un lugar en la Tercera División de la Isthmian League, Great Wakering fue ascendido en su lugar.
La temporada 1999-2000 vio a Great Wakering terminar como subcampeón en la División Tres, ganando el ascenso a la División Dos. La reestructuración de la liga resultó en su traslado a la División Uno Norte en 2002, y en 2004 fueron transferidos a la División Este de la Southern League, donde permanecieron durante dos temporadas antes de ser transferidos nuevamente a la División Uno Norte de la Isthmian League. En 2011-12 , el club terminó último en la división y fue relegado a la Essex Senior League. En 2013-14 , el club fue campeón de la Essex Senior League y fue ascendido de nuevo a la Isthmian League. Después de terminar último en la división en 2016-17, el club descendió a la Essex Senior League. Sin embargo, ganaron la liga en el primer intento , obteniendo el ascenso de nuevo a la renombrada División Norte de la Liga del Istmo.

## Estadio
En 1985, el club obtuvo un contrato de arrendamiento del consejo parroquial en un sitio de adjudicación en desuso. Voluntarios construyeron un campo de fútbol con la ayuda del agricultor y simpatizante local Roger Burroughs, de quien recibió su nombre. El terreno se inauguró en 1989, y el trabajo comenzó en la tribuna principal (la tribuna norte) en 1992, momento en el que se construyó una pequeña área cubierta al otro lado de la cancha. Se colocó un techo en la tribuna principal en 1996 y luego se instalaron 175 asientos. Se instaló una nueva terraza cubierta en 2000. La tribuna norte también se amplió y actualmente tiene capacidad para 250 personas.
En 2006 se estableció una asistencia récord de 1.150 para un amistoso de pretemporada contra Southend United. El récord se rompió en julio de 2021 cuando una multitud de 1500 personas vio otro amistoso de pretemporada contra los mismos oponentes.

## Palmarés
| Liga                                             | Títulos                   | Subtítulos |
| ------------------------------------------------ | ------------------------- | ---------- |
| Essex Senior League                              | 1994-95, 2013-14, 2017-18 |            |
| Segunda División de la Essex Intermediate League | 1991-92                   |            |
| Tercera División de la Essex Intermediate League | 1990-91                   |            |

## Datos del Club
- Mejor actuación en la FA Cup: Segunda ronda de clasificación, 1998–99, 2006–07[2]
- Mejor actuación en el FA Trophy: primera ronda, 2002–03, 2004–05[2]
- Mejor actuación de FA Vase: quinta ronda, 1997–98, 2001–02[2]
- Récord de asistencia: 1.500 vs Southend United, partido amistoso, 20 de julio de 2021[5]
- Más apariciones: John Heffer 511
- Mayor victoria: 9-0 contra Eton Manor, 27 de diciembre de 1931[6]
- Mayor derrota: 1–7 contra Bowers United, Essex Senior League, 1 de abril de 1998[6]